# سبلدويك (كامبريدجشير)
سبلدويك (بالإنجليزية: Spaldwick)‏ هي قرية و أبرشية مدنية تقع في المملكة المتحدة في إنجلترا.